# Stanley Okoro
Stanley Okoro (Enugu, 8 dicembre 1992) è un ex calciatore nigeriano, di ruolo centrocampista.

## Carriera

### Club
Dopo aver giocato in patria, nel 2010 si trasferisce in Spagna, dove si trasferisce all'Almería B.

### Nazionale
Nel 2010 debutta con la nazionale nigeriana.

## Palmarès

### Nazionale
- Coppa delle nazioni africane Under-20: 1

Sudafrica 2011